# Liste der französischen Botschafter in der Schweiz

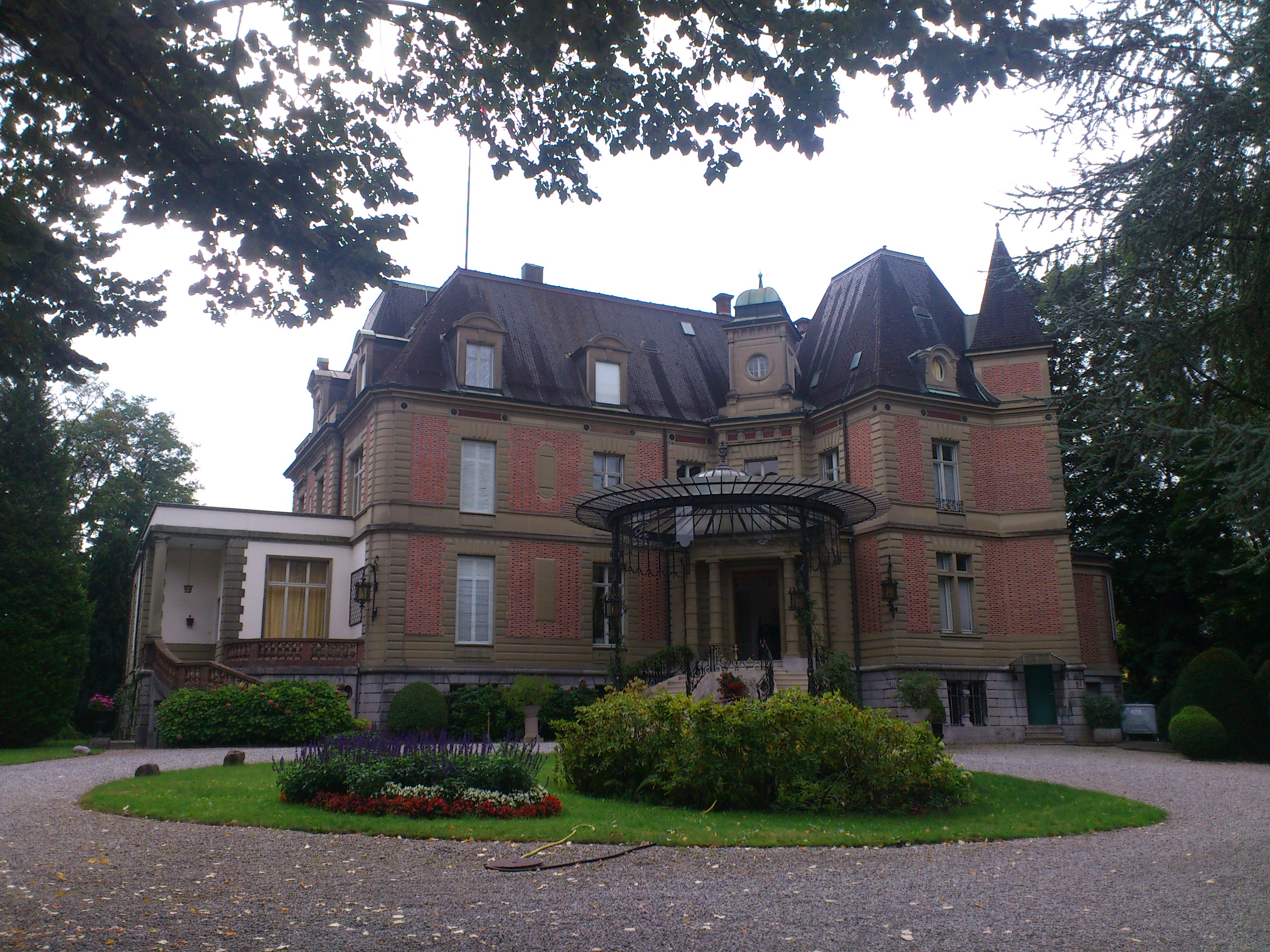
Residenz der französischen Botschafter in Bern

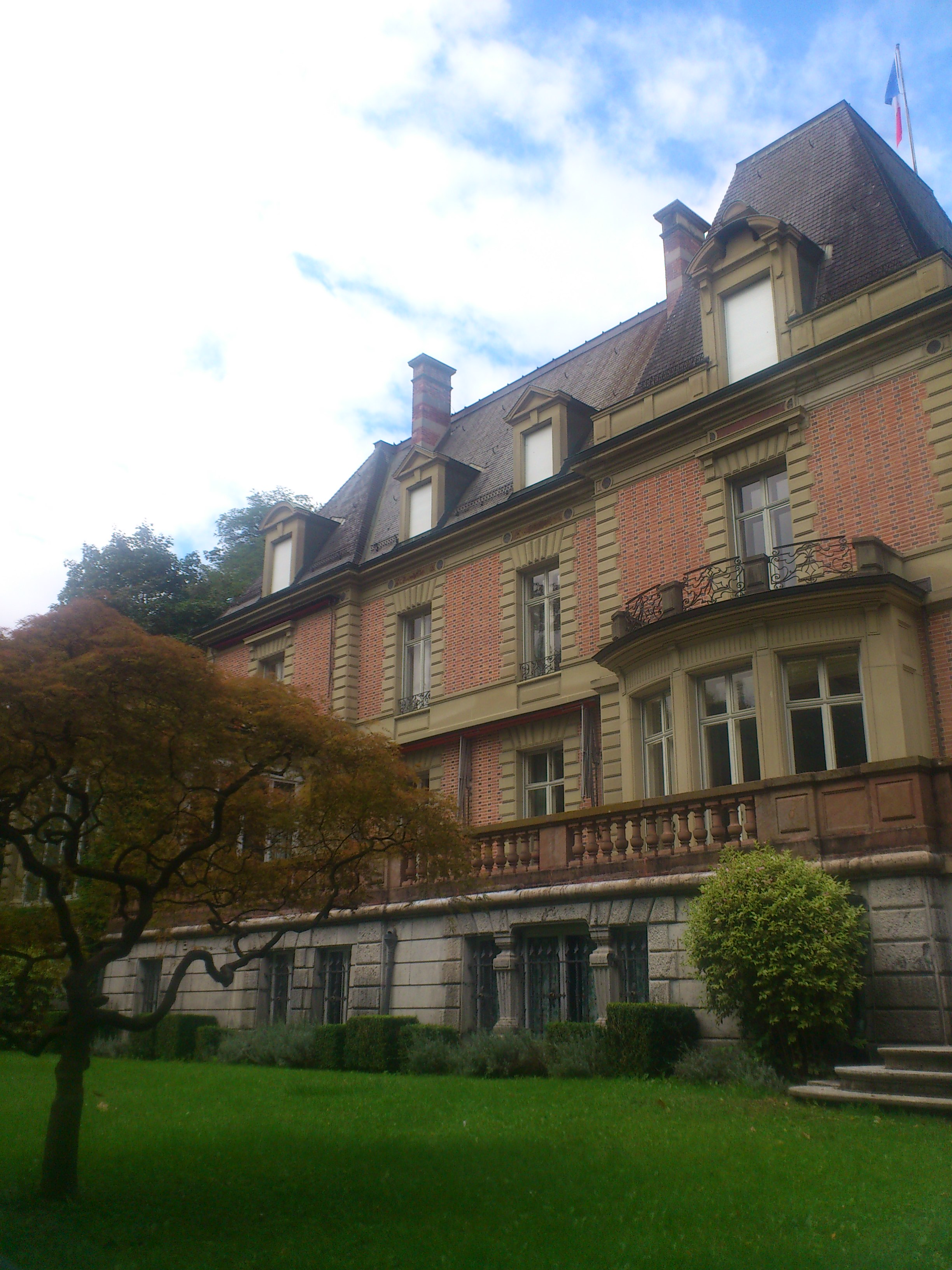
Berner Residenz gesehen vom Garten

Die Liste französischer Botschafter in der Schweiz basiert ab 1945 auf der „Liste der Botschafter und Vertreter Frankreichs der Botschaft Frankreichs in Bern“, veröffentlicht von der französischen Botschaft in Bern. Die französischen Botschafter in der Schweiz sind in der Regel ebenfalls Botschafter für das Fürstentum Liechtenstein.
Die französische Botschaft befindet sich heute in der Schweizer Bundesstadt Bern und zwar seit 1971 an der Schosshaldenstrasse 46.

## Geschichte
König Karl VII. von Frankreich sandte innerhalb seiner Regentschaft von 1422 bis 1461 einen Geschäftsträger in die Eidgenossenschaft. Ab 1521 entsandte König Franz I. Gesandte nach Solothurn, die dort zu Tagsatzungen eingeladen waren und nach Reisläufern für den Krieg gegen Kaiser Karl V. in Oberitalien fragten.
Im Dreißigjährigen Krieg pflegte Ludwig XIII. intensiven Kontakt mit den Drei Bünden, der seine Interventionen im Veltlin diplomatisch flankierte.
Von 1907 bis 1971 befanden sich Botschaft und Residenz im selben Gebäude an der Sulgeneckstrasse 44, das heute nur noch als Residenz verwendet wird. Sie wird nach der früheren Besitzern Villa von Tscharner genannt und wurde 1894 nach den Plänen des Berner Architekten Friedrich von Rütte im Stil der französischen Renaissance erbaut (1907 vom französischen Staat erworben, 1914–1918 Umbau durch Ernst Baumgart). Das Haus enthält kostbares Mobiliar: Gobelin-Wandteppiche, Vasen aus Sèvres, Gemälde von Jean J. Cavaillès und Othon Friesz. Eine Serie von Porträts der Familie von Tscharner wurde Ende 20. Jahrhundert von der französischen Republik erworben.

## Missionschefs
| Ernennung / Akkreditierung | Name                                                                    | Bemerkungen                                                                              | ernannt, während der Regierung | akkreditiert, während der Präsidialzeit | Posten verlassen |
| -------------------------- | ----------------------------------------------------------------------- | ---------------------------------------------------------------------------------------- | ------------------------------ | --------------------------------------- | ---------------- |
| Apr. 1521                  | Antoine II de Lamet                                                     |                                                                                          | Franz I.                       |                                         |                  |
| Juli 1521                  | Étienne des Ruyaux                                                      |                                                                                          | Franz I.                       |                                         | Aug. 1521        |
| Aug. 1521                  | Geoffroy de Grangis                                                     | Gesandter in Chur                                                                        | Franz I.                       |                                         |                  |
| Sep. 1521                  | Jean de Langeac                                                         |                                                                                          | Franz I.                       |                                         | Okt. 1521        |
| Dez. 1521                  | René de Savoie                                                          | Der große Bastard von Savoyen genannt (* 1437; † 31. März 1525 in Pavia)                 | Franz I.                       |                                         | Juli 1522        |
| Dez. 1521                  | Galéas de Saint-Séverin                                                 | alias Galeazzo da Sanseverino († 24. Februar 1525 in der Schlacht bei Pavia)             | Franz I.                       |                                         |                  |
| Juli 1523                  | Anne de Montmorency                                                     |                                                                                          | Franz I.                       |                                         | Sep. 1523        |
| 1523                       | Antoine de Lamet                                                        |                                                                                          | Franz I.                       |                                         |                  |
| 1523                       | Louis Dangerant de Boisrigaut                                           |                                                                                          | Franz I.                       |                                         | 1532             |
| 1524                       | Antoine de Lamet                                                        |                                                                                          | Franz I.                       |                                         | 1526             |
| 1526                       | Jean Morelet du Museau                                                  |                                                                                          | Franz I.                       |                                         | 1529             |
| Feb. 1528                  | Guillaume du Plessis, sieur de Liancourt                                | († 19. November 1550 in der Schweiz)                                                     | Franz I.                       |                                         | Apr. 1528        |
| Feb. 1529                  | Pierre Hennequin                                                        |                                                                                          | Franz I.                       |                                         |                  |
| 1530                       | Lambert Meigret                                                         |                                                                                          | Franz I.                       |                                         | 1531             |
| Nov. 1531                  | Jean de Langeac                                                         |                                                                                          | Franz I.                       |                                         |                  |
| Sep. 1532                  | Guillaume Féau, sieur d’Izernay                                         |                                                                                          | Franz I.                       |                                         | Dez. 1532        |
| 1532                       | Lambert Meigret                                                         |                                                                                          | Franz I.                       |                                         | 1533             |
| 1535                       | Louis Dangerant de Boisrigaut                                           |                                                                                          | Franz I.                       |                                         |                  |
| 1536                       | Jean d’Estouteville de Villebon                                         | Auf Sondermission in den Drei Bünden im Januar 1527                                      | Franz I.                       |                                         |                  |
| 1536                       | Guillaume du Bellay de Langey                                           | (* 1491 auf Château de Glatigny bei Souday; † 9. Januar 1543 in Saint-Symphorien-de-Lay) | Franz I.                       |                                         |                  |
| 1536                       | Jean du Bois                                                            |                                                                                          | Franz I.                       |                                         |                  |
| 1536                       | Odet de Coligny                                                         |                                                                                          | Franz I.                       |                                         |                  |
| 1537                       | Louis Dangerant de Boisrigaut                                           |                                                                                          | Franz I.                       |                                         |                  |
| 1539                       | Guillaume Féau, sieur d’Izernay                                         |                                                                                          | Franz I.                       |                                         |                  |
| 1539                       | Louis Dangerant de Boisrigaut                                           |                                                                                          | Franz I.                       |                                         | 1543             |
| 1547                       | Sébastien de L’Aubespine, sieur de Bassefontaine                        |                                                                                          | Heinrich II.                   |                                         | 1549             |
| 1547                       | Charles de Marillac                                                     | (* um 1510 in Riom; † 1560 in Melun)                                                     | Heinrich II.                   |                                         |                  |
| 1547                       | Charles I. de Cossé, comte de Brissac                                   |                                                                                          | Heinrich II.                   |                                         |                  |
| 1547                       | Jacques Mesnage, sieur de Cagny                                         |                                                                                          | Heinrich II.                   |                                         | 1549             |
| 1547                       | Guillaume du Plessis, sieur de Liancourt                                |                                                                                          | Heinrich II.                   |                                         |                  |
| 1551                       | Antoine Morelet du Museau, sieur de la Marche-Ferrière                  | Residierte in Solothurn                                                                  | Heinrich II.                   |                                         | 27. Okt. 1552    |
| Nov. 1552                  | Sébastien de L’Aubespine, Abbé de Bassefontaine                         |                                                                                          | Heinrich II.                   |                                         | Okt. 1554        |
| 1554                       | Charles de Marillac                                                     |                                                                                          | Heinrich II.                   |                                         |                  |
| Feb. 1554                  | Bernardin Bochetel, abbé de Saint-Laurent                               | Bischof von Rennes von 1561 bis 1565                                                     | Heinrich II.                   |                                         | Apr. 1554        |
| Okt. 1554                  | Bernardin Bochetel, abbé de Saint-Laurent                               |                                                                                          | Heinrich II.                   |                                         | 1557             |
| Apr. 1556                  | Étienne Pasquier                                                        |                                                                                          | Heinrich II.                   |                                         | Mai 1556         |
| Okt. 1556                  | Diègue de Mandosse                                                      | Bei der Eidgenossenschaft und in den Drei Bünden                                         | Heinrich II.                   |                                         | Dez. 1556        |
| Jan. 1558                  | Bernardin Bochetel, abbé de Saint-Laurent                               |                                                                                          | Heinrich II.                   |                                         | Mai 1558         |
| Apr. 1558                  | Matthieu Coignet                                                        | (* um 1514; † 1586)                                                                      | Heinrich II.                   |                                         | 1562             |
| Aug. 1562                  | Pomponne de Bellièvre                                                   | (* 1529 in Lyon; 9. September 1607 in Paris)                                             | Karl IX.                       |                                         |                  |
| 1563                       | Nicolas de la Croix, abbé d’Orbais                                      |                                                                                          | Karl IX.                       |                                         | Feb. 1566        |
| 1564                       | Sébastien de L’Aubespine, Abbé de Bassefontaine                         |                                                                                          | Karl IX.                       |                                         |                  |
| 1564                       | François de Scépeaux                                                    |                                                                                          | Karl IX.                       |                                         |                  |
| Jan. 1565                  | Sébastien de L’Aubespine, Abbé de Bassefontaine                         |                                                                                          | Karl IX.                       |                                         |                  |
| März 1566                  | Pomponne de Bellièvre                                                   |                                                                                          | Karl IX.                       |                                         | Jan. 1571        |
| 1571                       | François Gaudart, sieur de La Fontaine                                  |                                                                                          | Karl IX.                       |                                         | 1572             |
| Nov. 1572                  | Pomponne de Bellièvre                                                   |                                                                                          | Karl IX.                       |                                         | März 1573        |
| März 1573                  | Jean de Bellièvre, sieur de Hautefort                                   | (* 1524; † 1584)                                                                         | Karl IX.                       |                                         | 1578             |
| 1579                       | Jean de Bellièvre, sieur de Hautefort                                   |                                                                                          | Heinrich III.                  |                                         | 1581             |
| 1579                       | Nicolas de Harlay de Sancy                                              | (* 1546; † 17. Oktober 1629) in Maule                                                    | Heinrich III.                  |                                         |                  |
| Apr. 1582                  | François de Mandelot                                                    |                                                                                          | Heinrich III.                  |                                         | Sep. 1582        |
| Apr. 1582                  | Jean de Bellièvre, sieur de Hautefort                                   |                                                                                          | Heinrich III.                  |                                         |                  |
| Apr. 1582                  | Henri Clausse, sieur de Fleury                                          | Residierte in Solothurn                                                                  | Heinrich III.                  |                                         |                  |
| Apr. 1582                  | Jean Grangier, sieur de Lyverdis                                        | Botschafter in den Drei Bünden                                                           | Heinrich III.                  |                                         |                  |
| Sep. 1582                  | Henri Clausse, sieur de Fleury                                          |                                                                                          | Heinrich III.                  |                                         | 1586             |
| Juli 1587                  | Nicolas Brûlart de Sillery                                              | (* 1544; † 1. Oktober 1624)                                                              | Heinrich III.                  |                                         |                  |
| 1589                       | Nicolas de Harlay, sieur de Sancy                                       |                                                                                          | Heinrich IV.                   |                                         | 1590             |
| 1589                       | Pierre de Lubert                                                        |                                                                                          | Heinrich IV.                   |                                         | 1590             |
| 1590                       | Nicolas de Harlay, sieur de Sancy                                       |                                                                                          | Heinrich IV.                   |                                         | 1591             |
| 1590                       | Jean de Chaumont, sieur de Guitry                                       |                                                                                          | Heinrich IV.                   |                                         |                  |
| 1592                       | Albert de Gondi, duc de Retz                                            | Außerordentlicher Gesandter für zwei Missionen                                           | Heinrich IV.                   |                                         | 1593             |
| Sep. 1593                  | Louis IV de Nevers                                                      | alias Luigi Gonzaga, außerordentlicher Gesandter                                         | Heinrich IV.                   |                                         | Okt. 1593        |
| März 1594                  | Nicolas Brûlart de Sillery                                              |                                                                                          | Heinrich IV.                   |                                         | Apr. 1594        |
| Juli 1597                  | François Hotman de Mortefontaine                                        | († 1600 in Solothurn)                                                                    | Heinrich IV.                   |                                         | Mai 1600         |
| Aug. 1600                  | Méry de Vic                                                             | († 2. September 1622 in Pignan); außerordentlicher Gesandter in der Eidgenossenschaft    | Heinrich IV.                   |                                         | Sep. 1601        |
| Sep. 1601                  | Méry de Vic                                                             | in der Eidgenossenschaft und in den Drei Bünden                                          | Heinrich IV.                   |                                         | Sep. 1602        |
| Sep. 1601                  | Nicolas Brûlart de Sillery                                              |                                                                                          | Heinrich IV.                   |                                         | März 1602        |
| Jan. 1602                  | Charles de Gontaut, duc de Biron                                        |                                                                                          | Heinrich IV.                   |                                         | Feb. 1602        |
| Mai 1603                   | Méry de Vic                                                             | Bei der Eidgenossenschaft und in den Drei Bünden                                         | Heinrich IV.                   |                                         | Dez. 1604        |
| Dez. 1604                  | Louis Lefèvre de Caumartin                                              | (* 1552; † 21. Januar 1623 in Paris)                                                     | Heinrich IV.                   |                                         | Mai 1607         |
| Juni 1607                  | Eustache de Refuge                                                      | (* 1564; † September 1617), Botschafter bei den Dreizehn Alten Orten                     | Heinrich IV.                   |                                         | 1611             |
| 1611                       | Pierre de Castille                                                      | (auch Casille; * um 1581; † 24. Juni 1629) in Avignon                                    | Ludwig XIII.                   |                                         | 1617             |
| 1617                       | Robert Miron                                                            | († 1641)                                                                                 | Ludwig XIII.                   |                                         | 1627             |
| 1622                       | Guillaume de Montholon                                                  | († 12. Dezember 1669), in der Eidgenossenschaft und in den Drei Bünden                   | Ludwig XIII.                   |                                         |                  |
| 1625                       | François de Bassompierre                                                |                                                                                          | Ludwig XIII.                   |                                         | 1626             |
| 1626                       | Charles de L’Aubespine, abbé de Préaux                                  |                                                                                          | Ludwig XIII.                   |                                         | 1626             |
| 1629                       | Pierre Brûlart, seigneur de Genlis                                      | (* 1572; † 1649), außerordentlicher Gesandter in den Drei Bünden                         | Ludwig XIII.                   |                                         |                  |
| 1630                       | François de Bassompierre                                                |                                                                                          | Ludwig XIII.                   |                                         |                  |
| 1632                       | Henri II de Rohan                                                       | außerordentlicher Gesandter in den Drei Bünden                                           | Ludwig XIII                    |                                         |                  |
| 1634                       | Michel Vialart, seigneur de Herse et de La Forêt                        | († 1634)                                                                                 | Ludwig XIII.                   |                                         | 1634             |
| Sep. 1635                  | Blaise Méliand, seigneur d’Egligny                                      | († 1661)                                                                                 | Ludwig XIII.                   |                                         | Dez. 1640        |
| 1641                       | Jacques Lefèvre de Caumartin, seigneur de Saint-Port, marquis de Cailly | Residierte in Solothurn, war bereits zwischen 1606 und 1607 in der Schweiz               | Ludwig XIII.                   |                                         | 1647             |
| 1647                       | Jean de la Barde, marquis de Marolles                                   | (* um 1600; † 1692), außerordentlicher Botschafter                                       | Ludwig XIV.                    |                                         | 1660             |
| 1661                       | Jean de la Barde, marquis de Marolles                                   |                                                                                          | Ludwig XIV.                    |                                         | 1663             |
| 1676                       | Robert de Gravel, seigneur de Marly près Metz                           |                                                                                          | Ludwig XIV.                    |                                         | 1684             |
| Juli 1684                  | Michel-Antoine Tambonneau, seigneur de Marly près Metz                  | Residierte in Solothurn                                                                  | Ludwig XIV.                    |                                         | Jan. 1689        |
| 1689                       | Michel-Jean Amelot, marquis de Gournay                                  | (* 1655; † 1724), ab 1698 Botschafter in Spanien                                         | Ludwig XIV.                    |                                         | 1697             |
| 1697                       | Roger Brûlart de Sillery, marquis de Puysieux                           | (* 1640; † 1719)                                                                         | Ludwig XIV.                    |                                         | 1708             |
| 1708                       | Charles-François de Vintimille du Luc                                   | (* 1653; † 1740)                                                                         | Ludwig XIV.                    |                                         | 1715             |
| 1715                       | Claude-Théophile de Bésiade, marquis d’Avaray                           | († 1745)                                                                                 | Ludwig XV.                     |                                         | 1726             |
| 1726                       | Jean-Louis d’Usson de Bonnac                                            | (* 1672; † 1738), residierte in Solothurn                                                | Ludwig XV.                     |                                         | 1733             |
| 1738                       | Jacques-Dominique Barberie de Courteille                                |                                                                                          | Ludwig XV.                     |                                         | 1749             |
| 1749                       | François-Dominique Barberie de Saint-Contest                            | (* 26. Januar 1701; † 14. Juli 1754)                                                     | Ludwig XV.                     |                                         | 1749             |
| 1749                       | Antoine René de Voyer de Paulmy d’Argenson                              | (* 22. November 1722 in Valenciennes; † 13. August 1787)                                 | Ludwig XV.                     |                                         | Okt. 1751        |
| Nov. 1751                  | Théodore Chavignard, sieur de Chavigny                                  | (* 1687; † 1771), residierte in Solothurn                                                | Ludwig XV.                     |                                         | 1762             |
| 10. Okt. 1763              | Pierre de Buisson, chevalier de Beauteville                             | (* 1703; † 1790), residierte in Solothurn                                                | Ludwig XV.                     |                                         | 17. Juli 1775    |
| 1775                       | Jean Gravier, marquis de Vergennes                                      | (* 4. November 1718; † 24. Juli 1794, guillotiniert in Paris)                            | Ludwig XVI.                    |                                         | 1777             |
| 1789                       | Charles Olivier de Saint-Georges de Vérac                               | (* 10. Oktober 1743; † 28. Oktober 1828)                                                 | Ludwig XVI.                    |                                         | 1791             |
| 1789                       | Charles Olivier de Saint-Georges de Vérac                               | (* 10. Oktober 1743 auf Schloss Couhé-Vérac; † 28. Oktober 1828)                         | Ludwig XVI.                    |                                         |                  |
| Dez. 1791                  | François Barthélemy                                                     |                                                                                          | Ludwig XVI.                    |                                         | 1797             |
| 1829                       | Ernest de Cadoine de Gabriac                                            | (* 1. März 1792 in Heidelberg; † 11. Juni 1865 in Paris)                                 | Karl X.                        | Niklaus Rudolf von Wattenwyl            |                  |
| 1829                       | Marie-Hippolyte de Rumigny                                              | (* 7. September 1784 in Paris; † 14. Februar 1871 in Brüssel)                            | Karl X.                        | Niklaus Rudolf von Wattenwyl            | 1836             |
| 1836                       | Louis Napoléon Lannes                                                   |                                                                                          | Louis-Philippe I.              | Karl Friedrich Tscharner                | 1838             |
| 30. Okt. 1838              | Hector Mortier                                                          | Neffe von Édouard Adolphe Mortier                                                        | Louis-Philippe I.              |                                         |                  |
| 1840                       | Bois-le-Comte                                                           |                                                                                          | Louis-Philippe I.              | Johann Konrad von Muralt                |                  |
| 1858                       | Louis Félix Étienne, marquis de Turgot                                  | (* 26. September 1796 in Falaise; † 2. Oktober 1866 in Versailles), residierte in Bern   | Napoleon III.                  | Jonas Furrer                            | 1866             |
| 1880                       | Emmanuel Arago                                                          | (* 6. August 1812 in Paris; † 26. November 1896 ebenda, Sohn von François Arago)         | Jules Grévy                    | Emil Welti                              | 1884             |
| 12. Feb. 1918              | Paul Eugène Dutasta                                                     | [ 4 ]                                                                                    | Raymond Poincaré               | Felix Calonder                          | 1920             |
| 14. Apr. 1920              | Henri Allizé                                                            |                                                                                          | Paul Deschanel                 | Giuseppe Motta                          | 15. Dez. 1924    |
| 22. Okt. 1924              | Jean Hennessy                                                           |                                                                                          | Gaston Doumergue               | Ernest Chuard                           |                  |
| 1928                       | Henri Chassain de Marcilly                                              | Residierte in Bern                                                                       | Gaston Doumergue               | Edmund Schulthess                       |                  |
| 11. Dez. 1936              | Charles Hervé Alphand                                                   |                                                                                          | Albert Lebrun                  | Albert Meyer                            | 3. Juni 1940     |
| 30. Mai 1940               | Robert Coulondre                                                        | Gesandter des Vichy-Regimes in Bern                                                      | Philippe Pétain                | Marcel Pilet-Golaz                      | 23. Okt. 1940    |
| 15. Nov. 1940              | Robert Renom de La Baume                                                |                                                                                          | Philippe Pétain                | Marcel Pilet-Golaz                      | 10. Juli 1941    |
| 10. Juli 1942              | François Bard                                                           | (* 1904 in Bernay; † 1976 in Paris)                                                      | Philippe Pétain                | Philipp Etter                           | 1. Apr. 1942     |
| 1. Apr. 1942               | Jean Jardin                                                             |                                                                                          | Philippe Pétain                | Philipp Etter                           |                  |
| 1944                       | Paul Morand                                                             | [ 5 ]                                                                                    | Charles de Gaulle              | Walther Stampfli                        | 1945             |
| März 1945                  | Henri Hoppenot                                                          | (* 25. Oktober 1891 in Paris; † 10. August 1977 ebenda)                                  | Charles de Gaulle              | Eduard von Steiger                      | 1952             |
| Jan. 1952                  | Jean Chauvel                                                            | (* 16. April 1897 in Paris; † 31. Mai 1979 ebenda)                                       | Vincent Auriol                 | Karl Kobelt                             | 1954             |
| Sep. 1954                  | Étienne Dennery                                                         | (* 20. März 1903; † 29. Dezember 1979)                                                   | René Coty                      | Rodolphe Rubattel                       |                  |
| Dez. 1961                  | Philippe Baudet                                                         |                                                                                          | Charles de Gaulle              | Friedrich Traugott Wahlen               | 1963             |
| Dez. 1963                  | Guy de Girard de Charbonnières                                          | (* 7. Januar 1907 in Paris; † 22. November 1990)                                         | Charles de Gaulle              | Willy Spühler                           | 1965             |
| Sep. 1965                  | Gabriel Bonneau                                                         | Botschafter in Bern                                                                      | Charles de Gaulle              | Hans-Peter Tschudi                      | 1969             |
| Juni 1969                  | Jacques Roux                                                            | Botschafter in Bern                                                                      | Alain Poher                    | Ludwig von Moos                         | 1971             |
| Dez. 1971                  | Bernard Dufournier                                                      | (1911; † 1982), Botschafter in Bern                                                      | Georges Pompidou               | Rudolf Gnägi                            | 1975             |
| Juni 1975                  | Claude Lebel                                                            |                                                                                          | Valéry Giscard d’Estaing       | Pierre Graber                           | 1979             |
| Apr. 1979                  | Gilles Curien                                                           | (* 16. Februar 1922 in Cornimont)                                                        | Valéry Giscard d’Estaing       | Hans Hürlimann                          | 1982             |
| Juni 1982                  | Georges Egal                                                            | Botschafter in Bern                                                                      | François Mitterrand            | Fritz Honegger                          | 1985             |
| Nov. 1985                  | Jean-Marie Mérillon                                                     | Botschafter in Bern                                                                      | François Mitterrand            | Kurt Furgler                            |                  |
| Juni 1989                  | Philippe Cuvillier                                                      |                                                                                          | François Mitterrand            | Jean-Pascal Delamuraz                   | 1991             |
| Juni 1991                  | François Plaisant                                                       |                                                                                          | François Mitterrand            | Flavio Cotti                            | 1993             |
| Feb. 1993                  | Bernard Garcia                                                          |                                                                                          | François Mitterrand            | Adolf Ogi                               | 1996             |
| Okt. 1996                  | André Gadaud                                                            |                                                                                          | Jacques Chirac                 | Jean-Pascal Delamuraz                   | 2000             |
| Aug. 2000                  | Régis de Belenet                                                        |                                                                                          | Jacques Chirac                 | Adolf Ogi                               | 2003             |
| Jan. 2002                  | Michel de Bonnecorse                                                    | (* 15. November 1940 in Chiré-en-Montreuil)                                              | Jacques Chirac                 | Samuel Schmid                           |                  |
| Jan. 2003                  | Jacques Rummelhardt                                                     | (* 9. Juli 1941)                                                                         | Jacques Chirac                 | Pascal Couchepin                        | 2005             |
| Sep. 2005                  | Jean-Didier Roisin                                                      |                                                                                          | Jacques Chirac                 | Samuel Schmid                           | 2008             |
| Mai 2008                   | Joëlle Bourgois                                                         | (* 1945 als Joëlle Lombard-Platet), Botschafterin                                        | Nicolas Sarkozy                | Pascal Couchepin                        | Okt. 2009        |
| Okt. 2009                  | Alain Catta                                                             |                                                                                          | Nicolas Sarkozy                | Hans-Rudolf Merz                        | 2012             |
| Aug. 2012                  | Michel Duclos                                                           |                                                                                          | François Hollande              | Eveline Widmer-Schlumpf                 |                  |
| Sept. 2014                 | René Roudaut                                                            |                                                                                          | François Hollande              |                                         |                  |
| Okt. 2016                  | Anne Paugam                                                             |                                                                                          | François Hollande              |                                         |                  |